# Grand Prix Formule 1 van Nederland 2025
De Grand Prix Formule 1 van Nederland 2025 staat gepland voor 31 augustus 2025 op het Circuit van Zandvoort. Het is de vijftiende race van het seizoen.

## Tussenstanden wereldkampioenschap
Betreft tussenstanden voor het wereldkampioenschap vóór dit GP-weekeinde.

### Coureurs
| Pos. | Nr. | Coureur           | Constructeur               | Punten |
| ---- | --- | ----------------- | -------------------------- | ------ |
| 1    | 81  | Oscar Piastri     | McLaren-Mercedes           | 284    |
| 2    | 4   | Lando Norris      | McLaren-Mercedes           | 275    |
| 3    | 1   | Max Verstappen    | Red Bull Racing-Honda RBPT | 187    |
| 4    | 63  | George Russell    | Mercedes                   | 172    |
| 5    | 16  | Charles Leclerc   | Ferrari                    | 151    |
| 6    | 44  | Lewis Hamilton    | Ferrari                    | 109    |
| 7    | 12  | Kimi Antonelli    | Mercedes                   | 64     |
| 8    | 23  | Alexander Albon   | Williams-Mercedes          | 54     |
| 9    | 27  | Nico Hülkenberg   | Kick Sauber-Ferrari        | 37     |
| 10   | 31  | Esteban Ocon      | Haas-Ferrari               | 27     |
| 11   | 14  | Fernando Alonso   | Aston Martin-Mercedes      | 26     |
| 12   | 18  | Lance Stroll      | Aston Martin-Mercedes      | 26     |
| 13   | 6   | Isack Hadjar      | Racing Bulls-Honda RBPT    | 22     |
| 14   | 10  | Pierre Gasly      | Alpine-Renault             | 20     |
| 15   | 30  | Liam Lawson       | Racing Bulls-Honda RBPT    | 20     |
| 16   | 55  | Carlos Sainz jr.  | Williams-Mercedes          | 16     |
| 17   | 5   | Gabriel Bortoleto | Kick Sauber-Ferrari        | 14     |
| 18   | 22  | Yuki Tsunoda      | Red Bull Racing-Honda RBPT | 10     |
| 19   | 87  | Oliver Bearman    | Haas-Ferrari               | 8      |
| 20   | 43  | Franco Colapinto  | Alpine-Renault             | 0      |
| 21   | 7   | Jack Doohan       | Alpine-Renault             | 0      |

### Constructeurs
| Pos. | Constructeur               | Punten |
| ---- | -------------------------- | ------ |
| 1    | McLaren-Mercedes           | 559    |
| 2    | Ferrari                    | 260    |
| 3    | Mercedes                   | 236    |
| 4    | Red Bull Racing-Honda RBPT | 194    |
| 5    | Williams-Mercedes          | 70     |
| 6    | Aston Martin-Mercedes      | 52     |
| 7    | Kick Sauber-Ferrari        | 51     |
| 8    | Racing Bulls-Honda RBPT    | 45     |
| 9    | Haas-Ferrari               | 35     |
| 10   | Alpine-Renault             | 20     |